# Circondario di Erding
Il circondario di Erding è uno dei circondari che compongono la Baviera. Il suo capoluogo è Erding.

## Città e comuni
(Abitanti il 31 dicembre 2023)
| Comuni del circondario | Città 1. Dorfen (15 197) 2. Erding (37 169) | Comuni 1. Berglern (3 068) 2. Bockhorn (4 216) 3. Buch a.Buchrain (1 652) 4. Eitting (3 082) 5. Finsing (4 769) 6. Forstern (3 735) 7. Fraunberg (3 966) 8. Hohenpolding (1 651) 9. Inning a.Holz (1 570) 10. Isen (5 780) 11. Kirchberg (1 164) 12. Langenpreising (2 938) 13. Lengdorf (2 777) 14. Moosinning (6 265) 15. Neuching (2 780) 16. Oberding (6 792) 17. Ottenhofen (1 949) 18. Pastetten (2 834) 19. Sankt Wolfgang (4 594) 20. Steinkirchen (1 349) 21. Taufkirchen (Vils) (10 826) 22. Walpertskirchen (2 190) 23. Wartenberg (5 744) 24. Wörth (4 483) |